# Johannes Mentelin
Johannes Mentelin (c. 1410 — 12 de dezembro de 1478) foi um tipógrafo alemão e o primeiro gráfico e livreiro de Estrasburgo, ativo durante o período dos incunábulos. Em 1466, publicou a primeira bíblia na língua alemã, a  bíblia de Mentelin.